# Jackie Daly

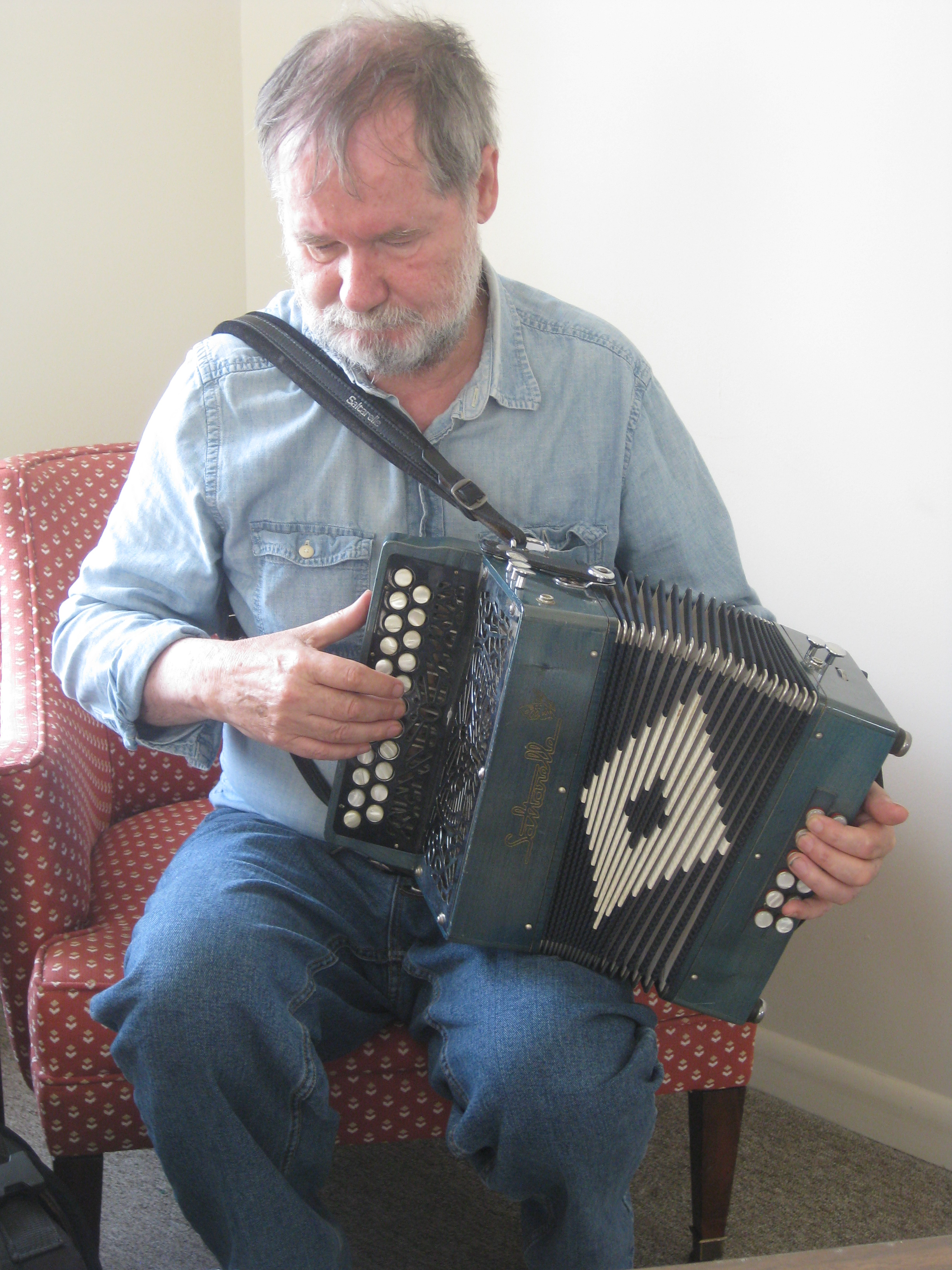
Jackie Daly

Jackie Daly (Kanturk, 22 juni 1945) is in Ierland een van de beste spelers op de knopaccordeon, ook wel trekzak genoemd. Hij begon al te spelen toen hij nog maar tien jaar oud was.
Sinds het midden van de jaren 1970 is Jackie Daly een zeer invloedrijke figuur in de traditionele muziek, vooral voor het rehabiliteren van de accordeon en het laten meedoen als een aanvaardbaar instrument voor opnames en optredens in groepen of solo. Hij stimuleerde een significante opleving in de populariteit van de C # / D accordeon.  
Geboren en getogen in het gebied bekend als Sliabh Luachra, is Jackie Daly  een van de belangrijkste levende exponenten van de traditionele muziek van die regio. Zijn muzikale voorbeelden waren zijn vader, die melodeon (een-rij-accordeon) speelde, en de lokale violist Jim Keeffe, onder wiens begeleiding hij begon te spelen bij Crossroads Dances.
Na meerdere jaren bij de Nederlandse koopvaardij gewerkt te hebben, besloot Daly na terugkeer in Ierland rond 1970 om een professioneel muzikant te worden. In 1974 won hij het All-Ireland Accordeon Concours in Listowel, County Kerry. Om zich te kwalificeren, werd hij verplicht om een B / C instrument te bespelen, op dat moment het enige systeem dat werd toegestaan door de organisatoren, maar onmiddellijk daarna keerde terug naar zijn gekozen C # / O-systeem. In 1977, was zijn eerste solo-opname uitgebracht door Topic Records in Londen, deel 6 van hun Music from Sliabh Liachra serie.
Jackie Daly's muzikale carrière is opmerkelijk door zijn uitstekende samenwerking met verschillende violisten, te beginnen met Seamus Creagh. Hun album uit 1977, Jackie Daly agus Seamus Creagh, werd een formule voor toekomstige accordeon- en vioolopnames. 
Een ander invloedrijk partnerschap is geweest met Kevin Burke, op wiens CD uit 1978 If the Cap Fits hij een gastoptreden maakte en daarna met Burke een zeer gewaardeerd viool-accordeon duetalbum, Eavesdropper (1981). Samen met Andy Irvine en Arty McGlynn begonnen Daly en Burke in 1986 met de band Patrick Street te spelen. Met deze groep speelde Daly tot 2007.
In de tussenliggende jaren maakte Daly drie albums met de violisten Seamus en Manus McGuire, zoals Buttons & Bows. Hij werkte ook samen met violist Máire O'Keeffe, met name op het album Re-Joyce. Jackie Daly was de eerste van een reeks van accordeonisten met de folkband De Dannan, op vier van hun albums tussen 1980 en 1985.  
In 2005 werd Jackie Daly uitgeroepen tot Ceoltóir na Bliana (Musicus van het Jaar) in de Gradam Ceoil Awards van de Ierse televisiezender TG4.
In 2010  maakte Jackie Daly een opname met violist Matt Cranitch genaamd de The Living Stream, een opname met voornamelijk muziek uit de Sliabh Luachra.
Jackie Daly treedt nog regelmatig op. Hij is ook nog steeds een van de muziekonderwijzers aan de Willie Clancy Summer School in Miltown Malbay.

## Discografie

### Solo
- Jackie Daly: Music From Sliabh Luachra, Volume 6. 1977
- Many's a Wild Night. 1995 (with Maire O'Keeffe, Paul de Grae & Garry O Briain)

### Duets
- Jackie Daly & Séamus Creagh  1977
- If the Cap Fits (gastoptreden bij Kevin Burke) 1978
- Eavesdropper. (Kevin Burke & Jackie Daly)  1981

### De Dannan
- Mist-Covered Mountain. 1980
- The Star-Spangled Molly. 1981
- Song for Ireland. 1983
- Anthem. 1985

### Buttons & Bows
- Buttons & Bows.  1984
- The First Month of Summer. 1987
- Grace Notes.  1991

### Patrick Street
- Patrick Street.  1986
- No. 2. Patrick Street.  1988
- Irish Times.
- All in Good Time. 1993
- Corner Boys. 1996
- Made in Cork. 1997
- Live From Patrick Street.  1999
- Street Life.  2002
- On the Fly.  2007

### Arcady
- After the Ball.  1991

### Overigen
- The 3rd Irish Folk Festival in Concert. (Live, met Séamus Creagh en anderen)  1976
- Sail Og Rua. (with Dolores Keane & John Faulkner)  1983
- An Bodhran/The Irish Drum. (Colm Murphy, met Jackie Daly, Mairtin O'Connor en Aidan Coffey)  1996
- Re-Joyce, Tunes & Songs from the Joyce  Collection. (met verschillende muzikanten)  2003